# Национальный музей Сербии
Национальный музей Сербии (серб. Народни музеј) расположен на площади Республики в Белграде, Сербия. Музей создан в 1844 году распоряжением министра просвещения Йована Стерии-Поповича и на сегодняшний день располагает коллекциями в 400 тысяч экспонатов.
После 15-летней реконструкции музей вновь открыт для посетителей с 28 июня 2018 года.

## История
Прежде чем здание было построено на этом месте находилась известная белградская кофейня (тур. кафана) «Дарданеллы», в которой время проводила культурно-художественная элита. Снос кофейни обозначил начало трансформации площади Республики.
Здание, в котором сегодня находится самый главный музей Белграда и Сербии, первоначально предназначалось для здания Управления фондами ипотечного банка (1902—1903), одной из старейших банковских учреждений в Белграде. Здание реализовано по проекту архитектора Андре Стевановича и Николы Несторовича, получившие первую премию на конкурсе. В строительстве здания первый раз был использован вид железобетона для фундамента, так как в начале строительных работ обнаружены ямы, колодцы и подвалы, оставшиеся от Стамбул ворот (серб. Стамбол капија). Новое трехэтажное здание являлось настоящим дворцом своего времени, с точки зрения объема в виде длинного, массивного здания с куполами, расположенными над центральными и боковыми ризалитами, а также и с точки зрения фасада в стиле академизма и принципов неоренессанса с элементам необарокко на куполах. Основное внимание уделено монументальной лестницей в отличие от кассового зала, который получил второстепенное значение. Тридцать лет спустя в результате развития Ипотечного банка возникла необходимость для подробной реконструкции здания. Расширение объекта выполнено без конкурсного решения по проекту архитектора Воина Петровича, на основании которого достроено одно крыло и атриум с видом на улицу Лазе Печуја. Новая достроенная часть здания содержала те же элементы как и старое здание, и по этому появились две монументальные лестниц и два кассовых зала. На верхних этажах помещения объединенные в ряд непрерывных офисов. В течение Второй мировой войны здание Ипотечного банка потерпело ущерб в бомбардировке, когда уничтожена центральная часть с куполом. По окончании войны здание получило новое назначение, когда в него поселилась одна из очень важных государственных учреждений культуры.
От основания музея, периода конституционализма, до окончания Второй мировой войны Национальный музей несколько раз менял локацию. Сначала находился в Дворце капитана Миши (1863), а потом его переместили в соседних двух зданий, которые были разрушены в Первой мировой войны а художественные произведения ограблены. В межвоенном периоде музей находился в частном доме на улице князя Милоша д.58 до 1935 года. В этом году в здании Нового дворца открыт Музей князя Павла, создан соединением Исторического музея и Музея современного искусства . После реставрации Нового дворца для Национального собрания (1948) музей переместили в здание бывшей Биржи, которое находилось на Студенческой площади. Часть музея поместили в Резиденцию княгини Любицы, в которой временно находился Апелляционный суд. Первый конкурс на здание музея, предусмотренного на Ташмайдане, был объявлен на следующий год. В конкурсе победил Миладин Прлевич. Коминформбюро отказался от проекта и музей снова переместили, но, на этот раз в здание Ипотечного банка на площади Республики, где он официально занял центральное место. После Второй мировой войны первая реконструкция здания банка была выполнена по проекту архитектор Доброслава Павловича в 1950 года, но реконструкция здания в целости была сделана 1965—1966 гг. по проекту архитекторов Александра Дероко, Петра Анагностия и Зорана Петровича. Центральный купол реставрирован и поднята центральная часть с офисами и рабочими помещениями. Кассовый зал превратили в Библиотеку. Тем способом парадный вход с монументальной трехмаршевой лестницей, с видом на площадь Республики, стал побочным, а вход с видом на улицу Васина стал парадным входом напрямую связан с бывшим банковским залом. С точки зрения функциональной организации здание испытало удвоение помещений и коридоров. В смысле формы задержала характеристичные элементы из 1902 года, отражая с художественной точки зрения впечатление целостности. Внутренняя пристройка из 1960 г. выполнена таким образом, что не видна снаружи и не нарушает выставку.

## Музей сегодня
Здание Национального музея представляет собой репрезентабельное общественное здание, которое характеризуется монументальностью объема, внешней формой и стилем. Особенно выделяются парадный вход с двойными колоннами и роскошные купола. Полихромные фасады отличаются пластикой в стиле неоренессанса. Интерьер с богатой декорацией выполнен по проекту известных художников того времени: Андреа Доменико (известный как художник декоративно прикладной росписи, который принимал участие в интерьере здания Старого дворца), Франя Валдман и Бора Ковачевич. Благодаря своим архитектурно-урбанистическим и культурно-историческим ценностям здание Национального музея объявлено культурным достоянием особого значения для Республики Сербии (Службени гласник СРС бр. 14/79)

## Коллекции
Основой музейной экспозиции являются картины и гравюры известных европейских художников: Матисс, Пикассо, Ренуар, Дега, Сезанн, Рубенс, Рембрандт, Ван Гог, Кандинский и др.
Последним крупным приобретением музея стала картина Амадео Модильяни «Портрет мужчины», которая явилась даром сербского коллекционера, пожелавшего остаться анонимным.

### Нумизматика
В нумизматической коллекции насчитывается более 300 тысяч предметов (монеты, медали, кольца). В ней представлены экземпляры относящиеся к V—VI векам до н. э., а также монеты Филиппа II Македонского и его сына — Александра Великого.

### Живопись

#### Французская коллекция

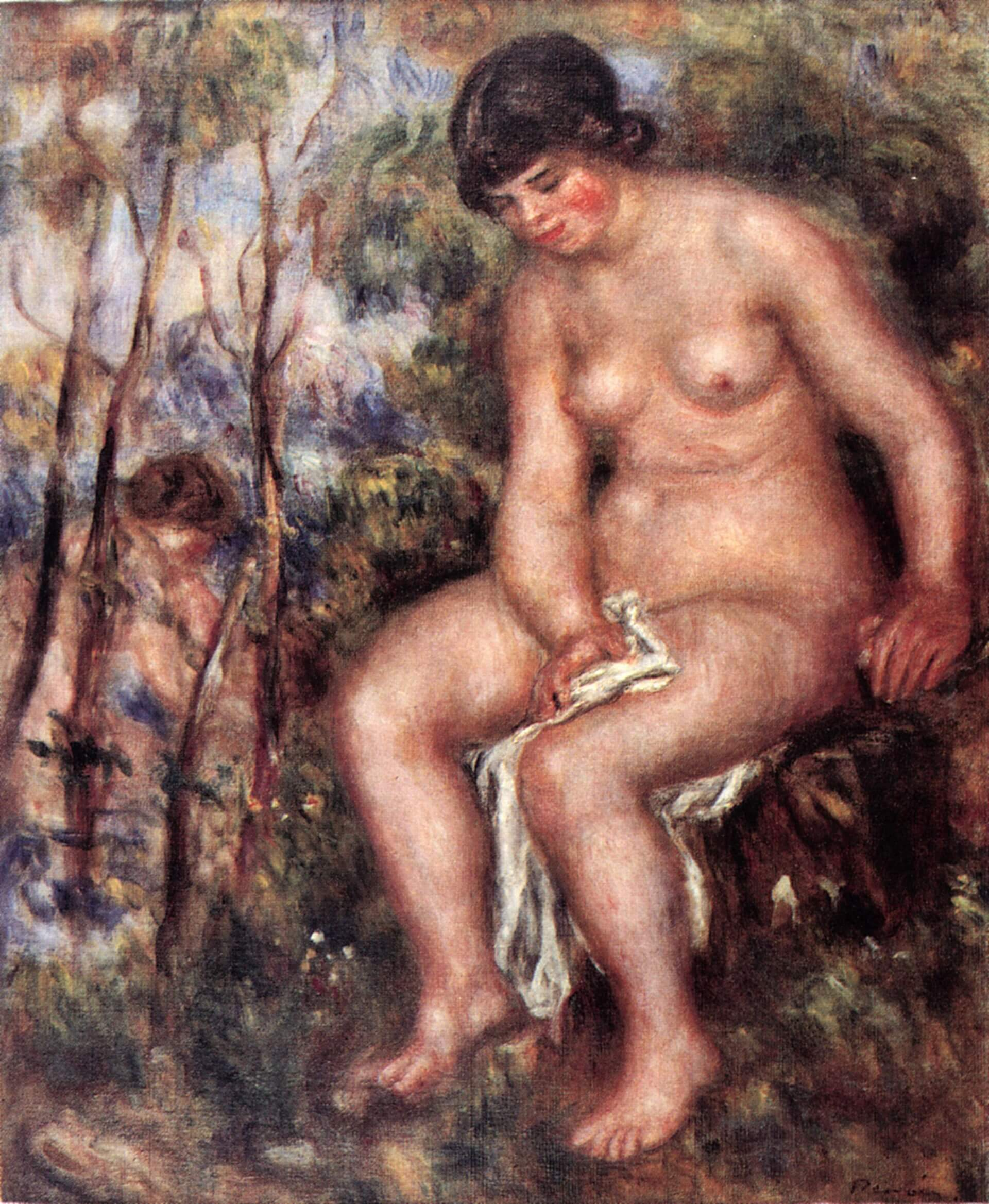
«Обнаженная», Ренуар (1910)

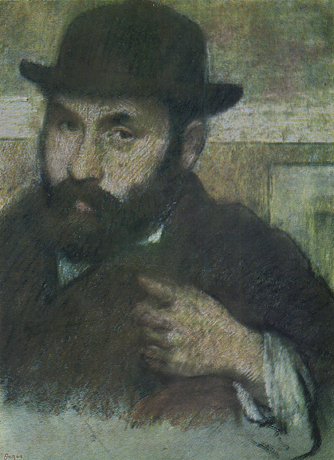
«Бюст мужчины с мягкой шляпой», Дега

Французская коллекция состоит из более чем 250 картин, созданных в XVI—XX веках. Она включает в себя работы Гогена (2 картины, 2 гравюры и 1 акварель), созданные между 1889 и 1899 годами; Ренуара (22 живописных и 50 графических работ); Юбера Робера; Анри де Тулуз Лотрек; Матисса; Моне; Сезанна; Дега (15 работ); Жан-Батист-Камиль Коро; Поля Синьяка; Мориса Утрилло; Себастьяна Бурдона; Огюста Родена; Эжена Будена; Жоржа Руо; Пьера Боннара; Камиля Писсарро; Жака Калло; Одилона Редона; Оноре Домье; Гюстава Моро; Эжена Каррьера; Шарля-Франсуа Добиньи; Мориса де Вламинка; Жана Эдуара Вюйара; Андре Дерена; Рауля Дюфи; Сюзанны Валадон; Эжена Фромантена; Жана Кокто и т. д.
- «Обнажённая», Ренуар (1910);
- «Две женщины с зонтиками», Ренуар (1879);
- «Девочка с зонтиком», Ренуар;
- «Маленький мальчик», Ренуар;
- «Две девочки», Ренуар;
- «Гитаристы», Ренуар;
- «Во второй половине дня», Моне;
- «Куртизанки», Дега;
- «Монотип», Дега;
- «Ванна», Дега;
- «Бюст мужчины с мягкой шляпой», Дега;
- «Таитянка», Гоген;
- «Маленькие купальщицы», Сезанн;
- «Вид Тиволи», Юбер Робер;
- «Автопортрет», Жан Кокто;
- «У окна», Матисс;
- «Монмартр под снегом», Морис Утрилло;
- «Парижская улица», Морис Утрилло;
- «Женщина, пьющая чай», Поль Синьяк;
- «Химера», Одилон Редон;
- «Глаза», Одилон Редон;
- «Поля», Морис де Вламинк (1904).

#### Итальянская коллекция

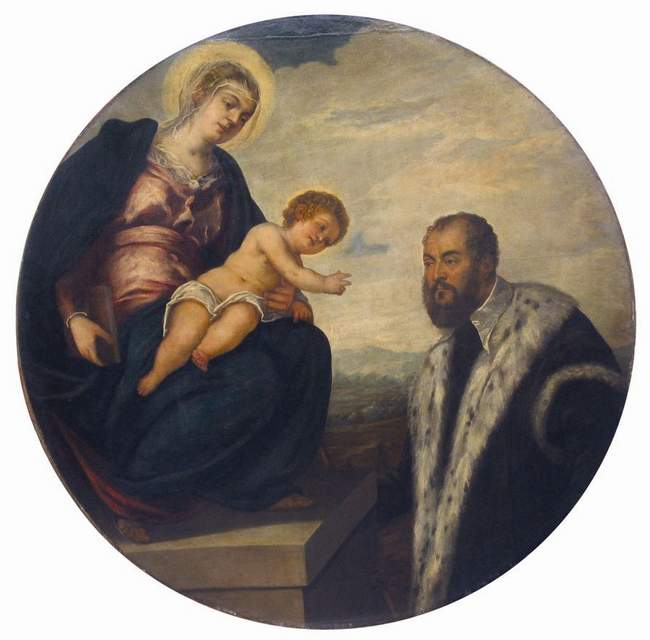
«Мадонна с младенцем и даритель», Тинторетто (1524)

Основу коллекции заложил дар работавшего в Италии австрийского художника Бертольда Доминика Липпая, дружившего с директором музея Михайлом Валтровичем. Итальянская живопись представлена 230 произведениями XIV—XVIII веков. В музее хранятся картины таких авторов как Тициан, Тинторетто, Доменико Венециано, Паоло Веронезе, Пальма Старший, Караваджо, Каналетто, Алессандро Маньяско, Витторе Карпаччо, Лука Камбьязо, Бернардо Строцци, Пиранези, Амадео Модильяни, Иосип Томинц и др.
- «Портрет датской королевы Кристины», Тициан;
- «Иисус и Мадонна», Паоло Венециано;
- «Рождение Христа», Паоло Венециано (1320);
- «Святой Павел», Паоло Венециано (1307);
- «Музыканты», Караваджо;
- «Артемизия», Алессандро Варотари;
- «Мадонна с младенцем и даритель», Тинторетто (1524);
- «Святой Себастьян», Витторе Карпаччо (1495)
- «Мадонна и младенец», Лука Камбьязо (1555).

#### Голландская и фламандская коллекции

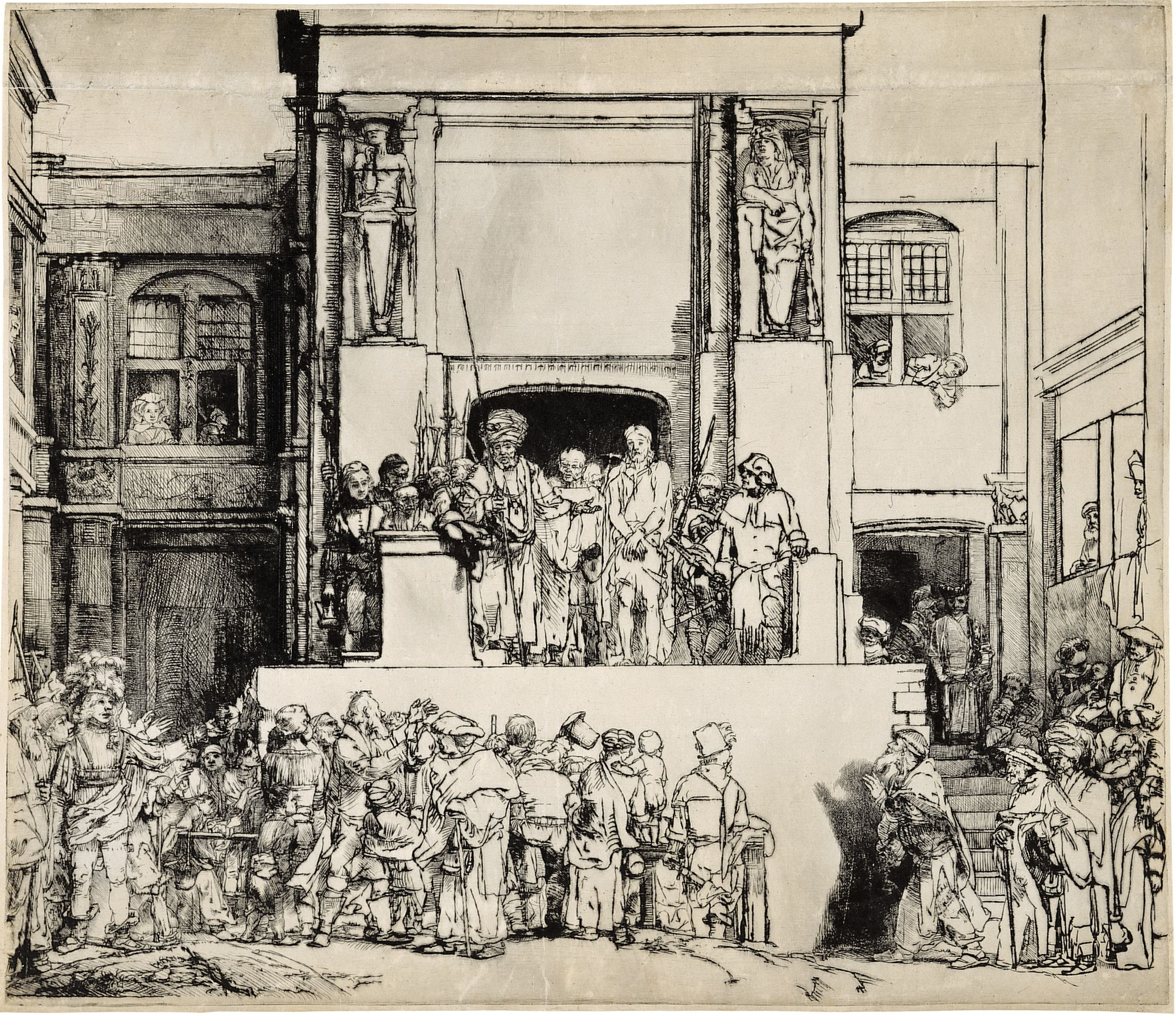
«Ecce Homo», рисунок Рембрандта на рисовой бумаге.

В голландской и фламандской коллекциях представлено более 120 картин таких авторов как Винсент ван Гог, Иероним Босх, Ян ван Гойен, Рембрандт, Рубенс, Ян Тороп, Альберт Кёйп, Йос ван Клеве, Ян Брейгель Младший, Иоган Бартольд Йонкинд, Карел Виллинк, Кеес ван Донген, Алларт ван Эвердинген.
- «Крестьянка, стоящая под крышей», Винсент ван Гог (1885);
- «Диана дарит охоту», Рубенс;
- «Римский император Гальба», Рубенс;
- «Ecce homo», Рембрандт;
- «Автопортрет», Рембрандт;
- «Цветы», Ян Брейгель Младший;
- «Портрет девочки», Альберт Кёйп;
- «Портрет человека в розарии», Йос ван Клеве;
- «На море», Ян Тороп.

#### Японская коллекция
В японской коллекции собрано 82 работы — графика и живопись XVII—XIX веков в стиле укиё-э. Авторы картин: Кунисида, Тоёкуни, Кейсай Эйсен, Утамаро, Утагава Хиросигэ, Ямамото Суна.
- «Гейши», Кунисида;
- «Театр кабуки», Тоёкуни;
- «Сто знаменитых видов Эдо», Хиросигэ.

#### Прочие коллекции

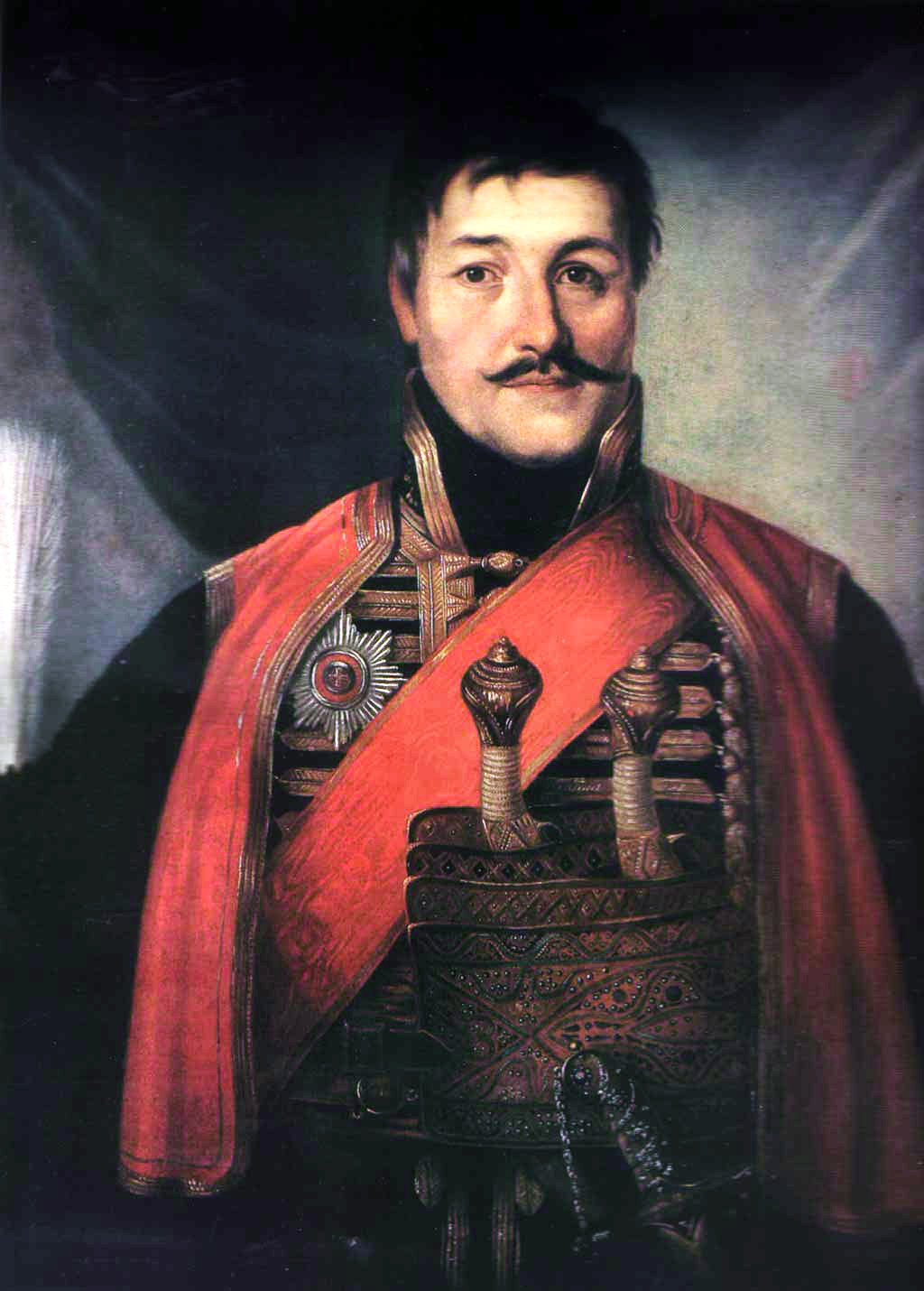
«Портрет Карагеоргия», Владимир Боровиковский (1816)

Также, в музее собраны картины русских, американских, английских, австрийских и немецких художников, которые собраны в небольшие коллекции. Среди художников, чьи произведения здесь экспонируются, выделяются — Марк Шагал, Лазарь Лисицкий, Василий Кандинский, Владимир Боровиковский, Альбрехт Дюрер, Мэри Кэссетт, Альфред Сислей, Густав Климт, Чарльз Кондер.
- «Портрет Карагеоргия», Владимир Боровиковский (1816);
- «Девочка с кошкой», Мэри Кэссетт;
- «На пляже», Чарльз Кондер;
- «The proun», Лазарь Лисицкий.

#### Коллекция абстракционистов
Aбстракционисты в национальном музее Сербии представлены такими художниками как Пикассо, Сезанн, Пит Мондриан, Александр Архипенко, Мари Лорансен и Робер Делоне.
- «Интерьер с тремя фигурами», Пикассо (1929);
- «Голова женщины», Пикассо (1909);
- «Бегущие», Робер Делоне;
- «Композиция II», Пит Мондриан;
- «Две женщины», Александр Архипенко.

#### Югославская коллекция
Особое место в музее занимают работы югославских художников. Коллекция насчитывает около 6 тыс. картин XVII—XX веков. Здесь представлены: Пая Йованович, Петар Лубарда, Урош Предич, Надежда Петрович, Петр Добрович, Сава Шуманович.
- «Свадьба Стефана Дусана», Пая Йованович;
- «Пионы Косово», Надежда Петрович;
- «Автопортрет», Надежда Петрович;
- «Осенняя дорога», Сава Шуманович (1941);
- «Портрет жены», Константин Данил.

## Директора́ музея
- Филип Николич (1853–1856)
- Джуро Даничич (1856–1859)
- Миливой Прайзович (1859–1860)
- Коста Црногорац (1860–1861)
- Янко Шафарик (1861–1869)
- Стоян Новакович (1869–1874)
- Йован Бошкович (1875–1880)
- Ничифор Дучич (1880–1881)
- Михайло Валтрович (1881–1905)
- Милое Васич (1906–1919)
- Владимир Петкович (1919–1935)
- Милан Кашанин (1935–1944)
- Велько Петрович (1944–1962)
- Лазар Трифунович (1962–1969)
- Миодраг Коларич (1969–1973)
- Владимир Кондич (1973–1980)
- Ефта Евтович (1980–1996)
- Бояна Борич-Брешкович (1996–2001)
- Никола Тасич (2001–2003)
- Татьяна Цветичанин (2003–2012)
- Бояна Борич-Брешкович (2012–)

## Награды
- Сретенский орден I степени (2019)[4]